# Скеляр білогорлий
Скеляр білогорлий (Monticola gularis) — вид горобцеподібних птахів родини мухоловкових (Muscicapidae). Гніздиться в Північно-Східній Азії, зимує в Південно-Східній Азії.

## Опис

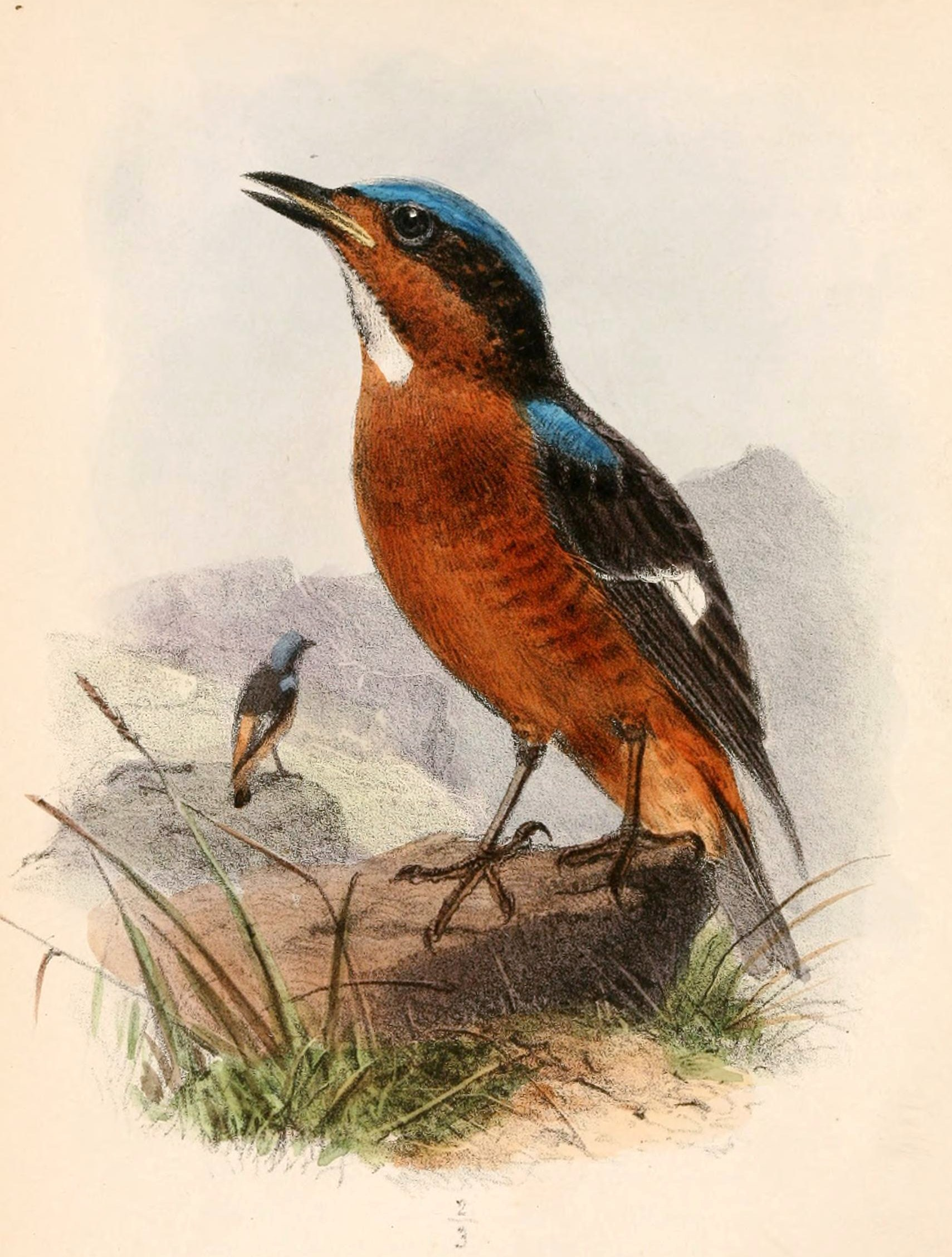
Білогорлий скеляр

Довжина птаха становить 16-19 см, вага 32-37 г. У самців верхня частина голови, шия і другорядні покривні пера крил сині. Спина, скроні, крила і хвіст чорнувато-бурі, нижня частина тіла, обличчя і шия з боків рудувато-коричневі, на горлі широка біла смуга, на крилах білі плями. У самиць верхня частина тіла бурувато-сіра, поцяткована чорними смужками, верхня частина голови сіра, нижня частина тіла білувата, сильно поцяткована темно-бурими смужками. 

## Поширення і екологія
Білогорлі скелярі гніздяться на Далекому Сході Росії, на сході Монголії, на північному сході Китаю і на півночі Північна Корея. Взимку вони мігрують до південного і південно-східного Китаю, східної М'янми, Таїланду, Лаосу і В'єтнаму, іноді до північної Малайзії. На міграції трапляються в Південній Кореї, Японії і на Тайвані. Вони живуть на схилах гір, порослих мішаним лісом, на висоті до 1500 м над рівнем моря, зимують в рідколіссях, садах і на плантаціях, на висоті до 1220 м над рівнем моря. Живляться комахами та іншими дрібними безхребетними, а також ягодами і насінням. Гніздяться з травня по липень, за сезон може вилупитися два виводки. В кладі від 5 до 7 білих, поцяткованих рудувато-бурими плямками яєць. Інкубаційний період триває приблизно 2 тижні.